# 일만명의 성자들
《일만명의 성자들》(영어: Ten Thousand Saints)은 2015년 공개된 미국의 드라마 영화이다. 섀리 스프링어 버먼과 로버트 풀치니가 감독과 각본을 맡았다.

## 줄거리
1987년 12월. 버몬트주 입양 가정에서 어머니 해리엇, 누나 프로던스와 사는 16살 주드는 따분한 작은 마을에서 하루빨리 벗어나고 싶어한다. 주드의 아버지 레스는 뉴욕에서 대마를 직접 재배해 팔고 있다.
새해전야를 맞아 레스의 여자친구 다이의 딸 일라이자가 찾아오고, 주드의 절친 테디와 일라이자는 파티에서 코카인을 한 뒤 성관계를 갖는다. 직후 주드와 테디는 프레온을 흡입하고, 각성 상태에서 그대로 야외에서 정신을 잃는다.
다음날 테디는 얼어죽은 채로 발견된다. 곧 일라이자가 테디의 아이를 임신한 것으로 밝혀진다. 뉴욕에서 록밴드 리드 보컬을 맡고 있으며 클로짓 게이인 테디의 형은 테디에 대한 의리와 죄책감에서 일라이자와 결혼하기로 하고 자신이 아이 아버지라고 거짓말을 한다.

## 출연
- 에이사 버터필드 - 주드 케피혼 역
- 애번 조기아 - 테디 맥니컬러스 역
- 헤일리 스타인펠드 - 일라이자 어밴스키 역
- 이선 호크 - 레스터 "레스" 케피 역
- 에밀 허시 - 조니 역
- 줄리앤 니컬슨 - 해리엇 혼 역
- 에밀리 모티머 - 다이앤 "다이" 어밴스키 역
- 나디아 알렉산더 - 프루던스 케피혼 역

## 기타 제작진
- 의상: 수티랫 앤 랄라브